# Piotr Bednarz

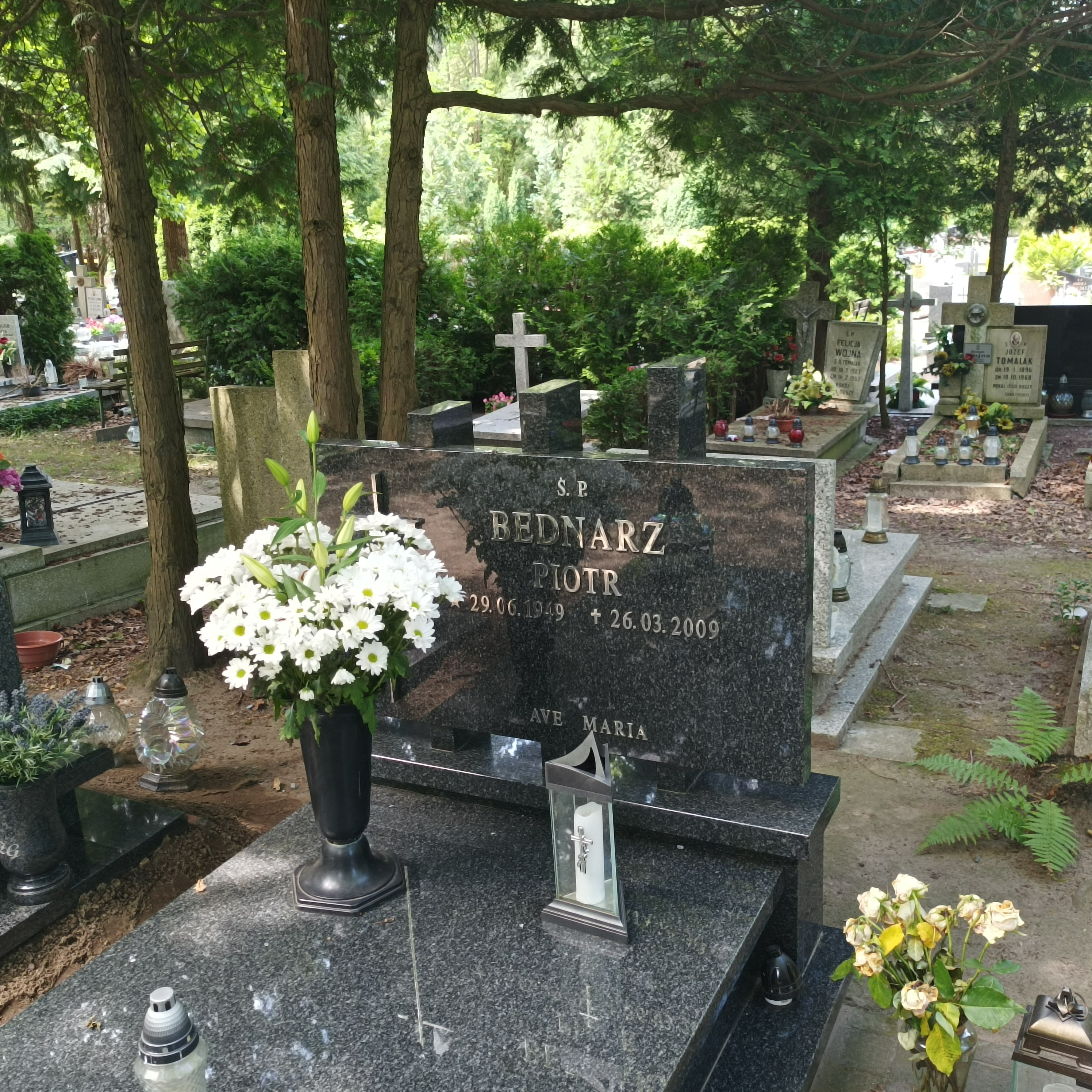
Grób Piotra Bednarza na cmentarzu Grabiszyńskim

Piotr Bednarz (ur. 29 czerwca 1949 w Jeleniach zm. 26 marca 2009 we Wrocławiu) – polski robotnik i związkowiec, działacz opozycji w PRL.

## Życiorys
Syn Józefa i Ludwiki. Uzyskał wykształcenie zawodowe. W latach 1968–1981 był ślusarzem i operatorem maszyn w Dolnośląskich Zakładach Wytwórczych Maszyn Elektrycznych Dolmel. Od 1979 był członkiem Związku Zawodowego „Metalowcy”. W sierpniu 1980 został wiceprzewodniczącym komitetu strajkowego w swoim zakładzie pracy. Od września tego samego roku przewodniczył komitetowi zakładowemu „Solidarności”. Od 1981 pełnił funkcję wiceprzewodniczącego zarządu regionu związku jako zastępca Władysława Frasyniuka.
W grudniu 1981 na mocy poufnej uchwały prezydium ZR brał udział (m.in. z Józefem Piniorem i Stanisławem Huskowskim) w ukryciu 80 mln złotych pobranych z konta NSZZ „S”. Po wprowadzeniu stanu wojennego współorganizował (od 13 do 16 grudnia) strajki m.in. w VII Zajezdni MPK oraz w Państwowej Fabryce Wagonów Pafawag we Wrocławiu. Pozostawał następnie w ukryciu, działając w podziemnych strukturach związku. Był członkiem RKS Dolny Śląsk, a od października 1982 jego przewodniczącym. Wchodził w skład Tymczasowej Komisji Koordynacyjnej. Był jednym z najbardziej poszukiwanych działaczy związkowych w okresie stanu wojennego. W listopadzie 1982 został aresztowany w wyniku denuncjacji, przedstawiono mu propozycję uzyskania niskiej kary w zamian za prorządowe wystąpienie w telewizji, którą odrzucił. W grudniu 1982 skazano go na karę czterech lat pozbawienia wolności, orzekając trzyletnie pozbawienie praw publicznych. Został osadzony w areszcie śledczym we Wrocławiu, następnie więziony w zakładach karnych w Kłodzku, Strzelinie i Barczewie. Podczas śledztwa i w trakcie odbywania kary zmuszany był przez funkcjonariuszy SB do ujawnienia miejsca ukrycia związkowych pieniędzy. 15 maja 1984 podjął próbę samobójczą. Po zwolnieniu na mocy amnestii od lipca 1984 do marca 1985 przebywał w szpitalach, gdzie przeszedł kilka operacji.
Od 1987 wchodził w skład jawnej RKW. W okresie III RP w latach 1990–1995 zasiadał w zarządzie regionu „Solidarności” jako jego wiceprzewodniczący, od połowy lat 90. pracował w Zakładzie Ubezpieczeń Społecznych.
Pochowany na cmentarzu Grabiszyńskim we Wrocławiu.
W nakręconym w 2011 filmie 80 milionów w postać Piotra Bednarza wcielił się Maciej Makowski. W tym samym roku na murze gmachu szkoły podstawowej w rodzinnej miejscowości Piotra Bednarza odsłonięto poświęconą mu tablicę.

## Odznaczenia
W 2006 został odznaczony przez Lecha Kaczyńskiego Krzyżem Komandorskim Orderu Odrodzenia Polski. W 2009 prezydent pośmiertnie nadał mu Krzyż Komandorski z Gwiazdą tego orderu.